# Plumbago auriculata
El jazmín azul (Plumbago auriculata), también conocido como malacara, celestina, Isabel segunda, plumbago azul, plumbago de El Cabo y jazmín del cielo, es una especie de planta herbácea de la familia Plumbaginaceae, Es una bien conocida planta de hogar, endémica de Sudáfrica. En Cuba se le conoce como embeleso.

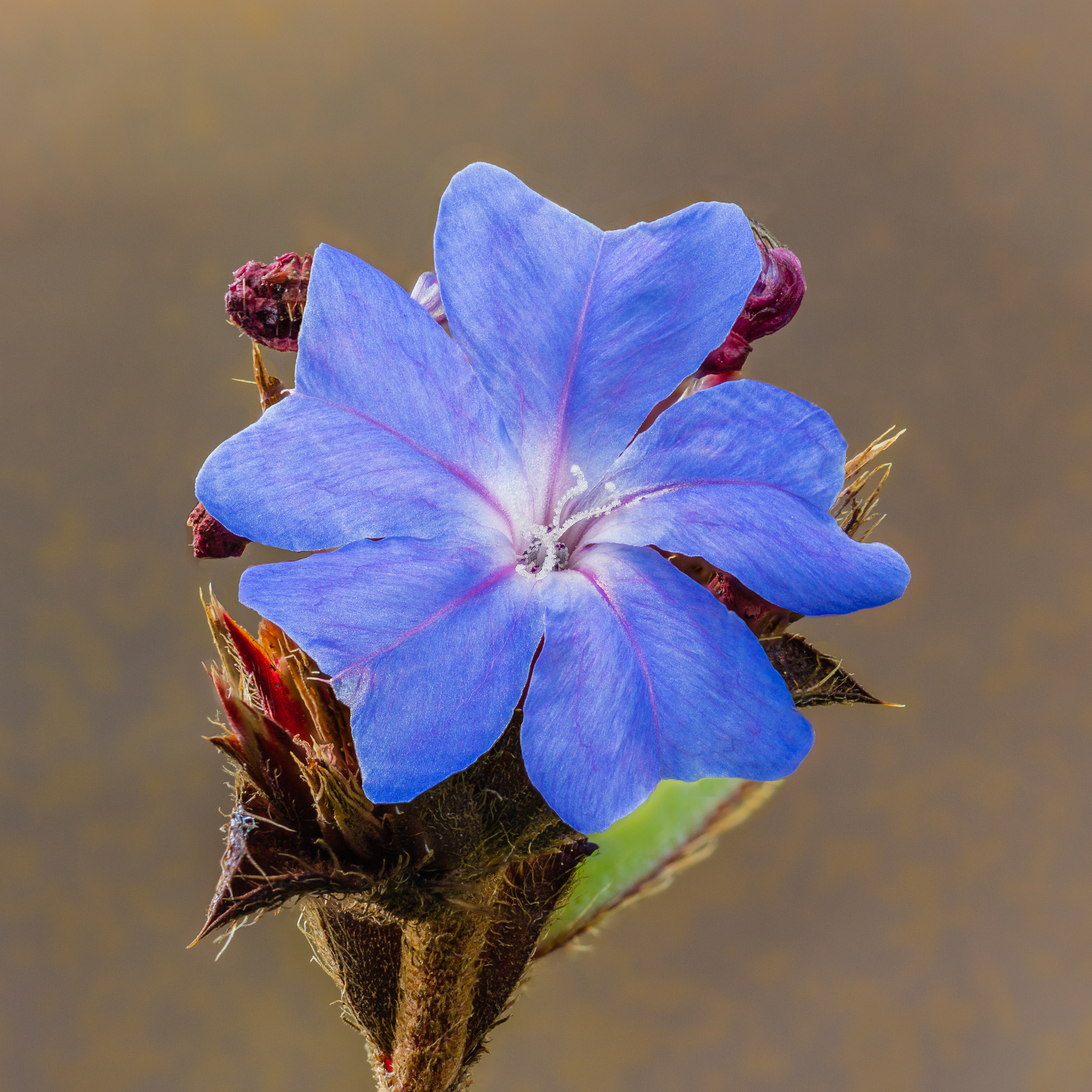
Flor de un Plumbago auriculata.

Plumbago auriculata crece rápido, alcanza 1,8 m de  altura. Flores celestes a azules, y variegadas Alba con blanco, Royal cape con azul muy oscuro. Hojas verdosas, crecen a 5 cm de largo.
Vive bien en macetas afuera, y puede regarse libremente en verano. Para florecer, la plumbago requiere un lugar cálido con sol pleno o media sombra.

## Usos
De esta planta se extrae un pigmento, la capensinidina, usado industrialmente.